# 신상리 미사일 기지
신상리 미사일 기지는 북한의 미사일 기지이다. 함경남도 함흥 남쪽에, 원산 북쪽의 동해안에 위치해 있다.

## 역사
1994년 5월 31일, 함남 원산 부근의 신상리 미사일 기지로부터 동해를 향해 모두 3발의 실크웜 미사일을 시험발사했다. 160 km 떨어진 표적을 향해 발사된 미사일 3발중 2발은 실패, 1발은 명중했다. 군당국은 사거리 200 km로 보고 있다. 북한은 통상 평양 북쪽의 화진리 미사일 기지에서 신미도 방향으로 미사일 시험발사를 해왔는데 동해상에서 시험발사를 한 것은 이번이 처음이다.
2003년 2월 24일, 지대함 순항 미사일을 발사했다. 실패한 것으로 보인다.
2003년 3월 10일 낮 12시께 24일 발사한 것과 같은 유형으로 판단되는 지대함 순항 미사일을 발사했다. 동해안의 110 km까지 비행했다. 최대사거리는 160 km로 추정된다.
2005년 6월 20일, 21일 함경남도 신상리 해안 포병부대에서 개량형 실크웜 미사일로 추정되는 미사일 3발을 발사해 일부가 300 km 이상을 날아가 시험에 성공했다. 그러나 뉴스에서는 군닥구이 실크웜으로 추정한다고 했지만, 실크웜은 개량을 아무리 해도 300 km 이상을 비행하지는 않는다. 전혀 다른 아음속 순항 미사일인데, 군당국이 분석을 잘못한 것으로 보인다.
2007년 5월 25일, 한국 최초의 이지스함인 세종대왕함의 진수식이 열렸다. 북한은 동해안과 서해안에서 사거리 200 km 미사일을 한발씩 발사했다. 한국 언론은 미사일 발사 장소를 함경북도 김책시, 함경남도 신상리, 신포시 등으로 제각각 추정했다. 발사된 미사일 수도 1발, 2~3발 등으로 각각 달랐다.
2007년 6월 7일, 북한이 2주일만에 다시 서해안에서 단거리 미사일을 발사했다. 기존 보도와는 달리, 25일에 서해안에서는 발사하지 않았다고 한다. 그러나 25일 일본이 크게 보도했으며, 이로 인해 한국 언론이 크게 관심을 가지자, 한국 정부는 발사 10시간이 지나서야 확인해 주었다. 그런데, 2주일이 지나서 2주일 전에는 서해안에서는 발사가 전혀 없었는데, 일본이 한국 동해안에서 중국쪽으로 발사한 미사일을 가지고 크게 보도하고 일본 정부까지 비상이 걸렸다는 식으로 발표했다. 한국 정부는 신형 미사일 개발이 아니라 구형 미사일의 통상적인 훈련이어서 별 문제가 아니라고 발표했다.
2007년 6월 27일, 함경남도 신상리 미사일 기지에서, 2007년 들어 3차례 연속 미사일 발사를 했다. 이번 시험발사는 성공이라고 주한미군은 분석했다.
2007년 7월 2일, 버웰 벨 주한미군사령관은 북한의 3차례 연이은 미사일 발사가 최신형 고체연료 단거리 탄도 미사일 개발이라고 서울 중구 태평로 한국프레스센터에서 열린 관훈클럽 조찬 강연에서 말했다. 한국 정보당국은 주한미군사령관이 이런 말을 하자, 그제서야 SS-21을 수입해 개량한 이동식 지대지 단거리 탄도미사일인 KN-02으로 추정된다고 발표했다.
2009년 7월 2일, 북한은 신상리 기지에서 KN-01 미사일 4발을 동해상으로 발사했다. KN-01 미사일은 중국제 실크웜 미사일 지대함 미사일을 개량한 것으로 사거리 120~160km이다. 한국은 2007년 3회 발사한 것도 모두 실크웜인 KN-01이라고 했지만, 주한미군은 KN-02라고 보았다. 이는 한미정보당국이나 일본에서도 미사일 추적을 못하거나 안한다는 반증이다. 둘 다 사거리는 같지만, 실크웜은 아음속이고 KN-02는 초음속이다. 비행고도도 다르다.
2018년 2월 8일, 평창 동계올림픽 개회식 하루 전날, 북한은 평양에서 열병식을 했다. 최초로 최신형 고체연료 단거리 탄도미사일 KN-21을 공개했다. 미국은 이 미사일이 기존의 KN-02 미사일을 개량하여 사거리 300 km 이상으로 늘린 것으로 보인다고 분석했다. 기존의 KN-02 미사일은 뉴스에 따라서, 사거리 160 km, 180 km, 200 km로 보도되었다. 한국에서는 SS-26을 수입했거나 카피한 거 같다는 전문가 분석이 있었다.

## 함흥
함경남도 함흥시의 남쪽, 원산시의 북쪽 동해안에 신상리 미사일 기지가 있으며, 함흥시의 북쪽 동해안에도 미상의 미사일 기지가 있어서, 여기서도 SS-21을 수입해 개량했다는 KN-02을 동해안으로 시험발사를 한 적이 있다.